# Vígľašská Huta-Kalinka
Vígľašská Huta-Kalinka è un comune della Slovacchia facente parte del distretto di Detva, nella regione di Banská Bystrica.